# Camponotus lameerei
Camponotus lameerei är en myrart som beskrevs av Carlo Emery 1898. Camponotus lameerei ingår i släktet hästmyror, och familjen myror. Inga underarter finns listade.